# Мехр
Мехр (на персийски: مهر) е седмият месец на годината според иранския календар.
Той се състои от 30 дни и е първи месец на есента. Спрямо Григорианския календар месец мехр е между 23 септември и 22 октомври.

## Етимология
Месеците на иранския календар носят имената на зороастрийските язати. Мехр произлиза от авестийското име Митра и в превод означава договор. В съвременния персийски език думата мехр означава любов, привързаност, приятелство.

## Празници
- 16 мехр – Празник Мехреган, празник на името Мехр, празник на есенната реколта.

## Събития и чествания
- 8 мехр – Ден на Молави, средновековен персийски поет.
- 20 мехр – Ден на Хафез, средновековен персийски поет.